# Esprit Requien
Esprit Requien (Avignone, 6 maggio 1788 – Bonifacio, 30 maggio 1851) è stato un botanico e paleontologo francese.

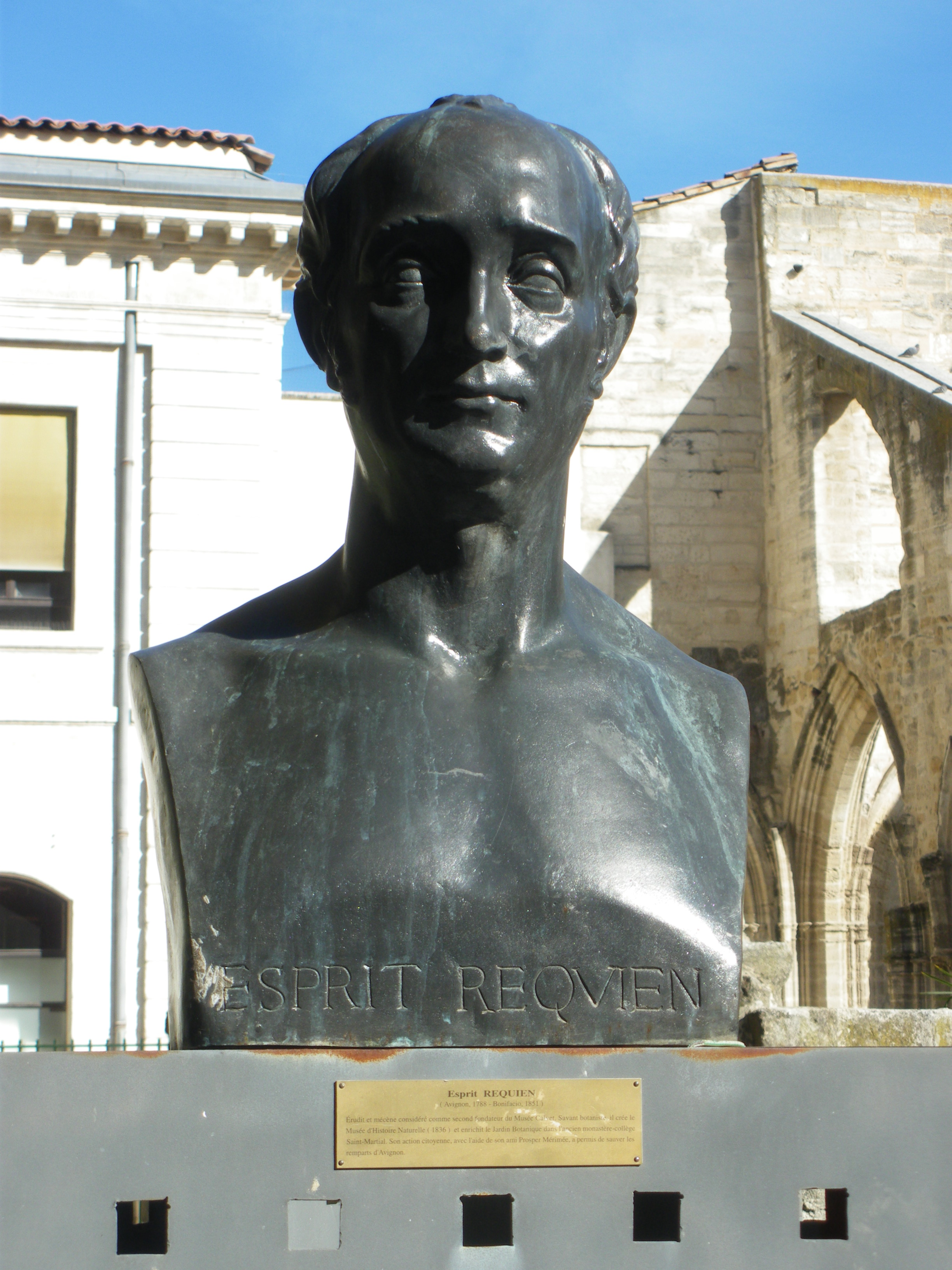
Busto di Esprit Requien ad Avignone

Eminente botanico, paleontologo e malacologo, fu uno dei naturalisti più famosi del XIX secolo e certamente lo scienziato avignonese più noto.
Figlio di un conciatore di pelli, Esprit passò la maggior parte della sua vita ad Avignone. Si dedicò molto presto alla botanica, realizzando il primo inventario botanico della Corsica e costituendo un erbario che acquisì rapidamente una notorietà internazionale. Considerato come il quinto della Francia, rimane ancora oggi un riferimento inevitabile.
Precursore della fitosociologia, Requien descrive la vegetazione del Monte Ventoux e si occupa molto attivamente del giardino botanico. Fu lo scopritore di numerosi taxon e costituì un'importante raccolta di riferimento, che devolverà, nel 1840, all'amministrazione del museo Calvet: un erbario ricco di 300.000 campioni ed un grande numero di fossili, cristalli, animali, come pure gli esemplari raccolti con Jean-Henri Fabre (1823-1915), che sarà conservatore del museo dal 1866 al 1873. Darà vita al museo di storia naturale di Avignone, che porta ormai il suo nome e che è allestito, dal 1940, nel palazzo Raphélis de Soissans (XVIII secolo).
Come il suo amico Jean-Henri Fabre, Esprit Requien era un eclettico che si interessava alla quasi totalità del mondo delle scienze, in particolare alla paleontologia ed alla malacologia, delle quali costituì ricche raccolte.
Nominato ispettore dei monumenti storici, egli si oppose, con il suo amico Prosper Mérimée, alla distruzione di buona parte delle antiche mura della città dove, secondo il progetto di Paulin Talabot, si intendeva far passare una nuova linea ferroviaria. La contesa divenne il tema elettorale delle elezioni municipali. Il sindaco Eugène Poncet, sostenitore di Talbot, venne battuto da Hyacinthe Chauffard che, appena eletto, annullò immediatamente il progetto.
Esprit Requien muore a Bonifacio e viene sepolto al cimetière Saint-Véran di Avignone.
Lo zafferanetto di Requien (Romulea requienii) e la menta della Corsica (Mentha requienii) vennero nominate così in suo onore.